# Bronius Bradauskas

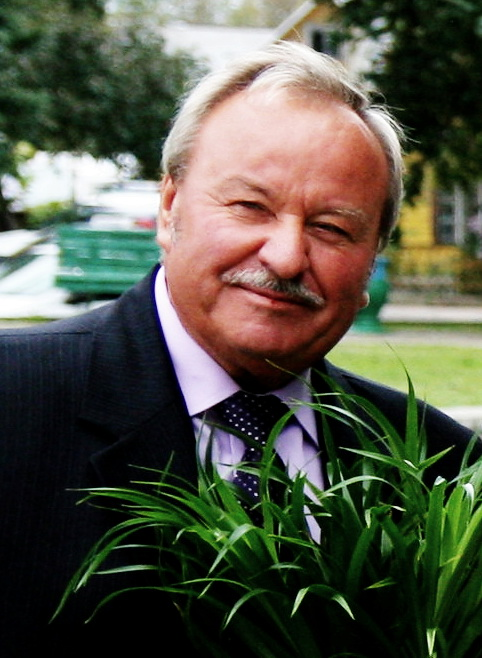

Bronius Bradauskas (* 20. Februar 1944 in Siesikai, Rajongemeinde Ukmergė) ist ein litauischer Politiker, Mitglied des Seimas und war von 1994 bis 1996 Umweltminister.

## Leben
Nach dem Abitur 1961 an der Mittelschule Siesikai absolvierte er 1966 das Diplomstudium der Wirtschaft an der Vilniaus universitetas  und 1981 an der Parteihochschule der KPdSU in Leningrad. Von 1976 bis 1989 war er Deputat im Rat der Rajongemeinde Vilnius. Von 1994 bis 1996 war er Umweltminister Litauens, 1996 Direktor von UAB „Lamatinas“. Von 2000 bis 2016 war und von 2019 bis 2020 Mitglied des Seimas.

## Familie
Bradauskas ist zum zweiten Mal verheiratet. Seine Frau ist Danguolė Ražanauskienė. Aus der ersten Ehe hat er die Söhne Andrius und Dainoras Bradauskas (* 1965), Leiter des litauischen Finanzamts.